# Mobile-Alabama-Coosa River
Mobile-Alabama-Coosa River eller Mobile River System er et omkring 1.200 km langt flodsystem i  det sydøstlige USA. Floden får vand fra floderne  Oostanaula (70km) og Etowah i den sydvestligste ende af bjergkæden Appalacherne, og samles under navnet Coosa River (460 km), fortsætter i Alabama River (502 km) som løber sammen med bifloden Tombigbee River (325 km), og fortsætter i Mobile River (72 km) og løber ud i den  Mexicanske Golf ved storbyen Mobile. Hele afvandingsområdet er på omkring  115.000 km².
Hele flodsystemet løber gennem delstaterne Georgia og Alabama med den vestlige biflod Tombigbee også fra staten Mississippi i vest. Længden er vanskelig at måle, særlig i Alabama River, fordi denne og Coosa er stærkt præget af meandere som stadig forlænger flodernes længde. Hele afvandingsområdet er på 115.000 km². Floden er reguleret med seks dæmninger på Coosa og tre på Alabama. Floden løber gennem Alabamas bedste landbrugsområde og har jernbaneforbindelse til minesamfundene mod nord i staten. 